# Ermes Borsetti
Ermes Borsetti (Vercelli, 22 agosto 1913 – Vercelli, 23 settembre 2005) è stato un calciatore e allenatore di calcio italiano, di ruolo centrocampista.

## Carriera

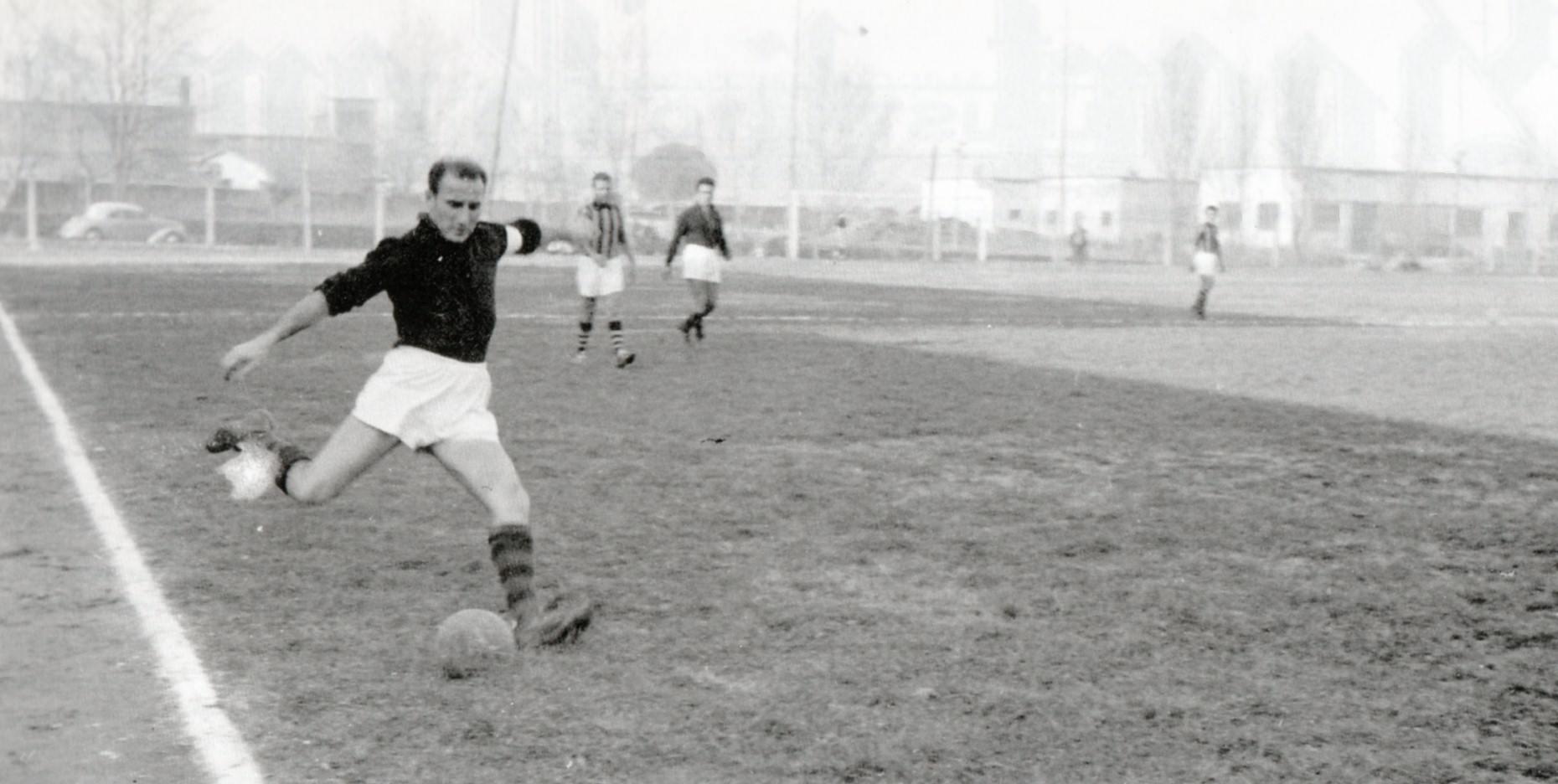
Borsetti in azione in Piombino-Colleferro 1-3, 21/01/1950

Ala, esordisce in serie A con la Pro Vercelli in cui milita per due stagioni per poi passare ai viola, sempre in serie A.
Passa poi alla Roma (con la parentesi di una stagione al Torino) con cui giocò anche la finale di Coppa Italia della stagione 1940-1941, persa contro il Venezia. In Serie A colleziona 187 presenze e 44 reti.
Sul finire della carriera fu giocatore-allenatore del Rieti e del Colleferro dove fu anche capitano, con i rossoneri ottenne la promozione nel 1949-1950 in Serie C; dal 1957 fu allenatore dell'Humanitas di Roma, tra i dilettanti laziali.
Nella stagione 1963-64 allenó il Rieti con cui vinse il campionato di Promozione Laziale, battendo il Formia dopo spareggio

## Palmarès
- Campionato italiano: 1

Roma: 1941-1942
- Promozione: 1

Colleferro: 1949-1950

### Statistiche da allenatore
In grassetto le competizioni vinte.
| Stagione          | Squadra           | Campionato        | Campionato | Campionato | Campionato | Campionato | Totale | Totale | Totale | Totale | Vittorie % | Piazzamento |
| Stagione          | Squadra           | Comp              | G          | V          | N          | P          | G      | V      | N      | P      | %          | Piazzamento |
| ----------------- | ----------------- | ----------------- | ---------- | ---------- | ---------- | ---------- | ------ | ------ | ------ | ------ | ---------- | ----------- |
| 1949-1950         | Colleferro        | Promozione        | 34         | 19         | 8          | 7          | 34     | 19     | 8      | 7      | 55,88      | 1º          |
| 1950-1951         | Colleferro        | Serie C           | 34         | 19         | 8          | 11         | 34     | 19     | 8      | 11     | 55,88      | 3º          |
| Totale Colleferro | Totale Colleferro | Totale Colleferro | 68         | 38         | 16         | 18         | 68     | 38     | 16     | 18     | 55,88      |             |